# Badminton na Letnich Igrzyskach Olimpijskich 2004 – gra podwójna kobiet
W turnieju podwójnym badmintona kobiet na igrzyskach olimpijskich w Atenach wzięło udział 23 pary z 15 krajów.

## Medaliści
| Złoty   | Zhang Jiewen i Yang Wei      | Chiny            |
| Srebrny | Huang Sui i Gao Ling         | Chiny            |
| Brązowy | Ra Kyung-min i Lee Kyung-won | Korea Południowa |

## Wyniki

### 1/16 finału
| Zawodnik 1                                        | Wynik        | Zawodnik 2                        |
| ------------------------------------------------- | ------------ | --------------------------------- |
| Zhang Jiewen & Yang Wei                           |              | wolny los                         |
| Jo Novita & Lita Nurlita                          |              | wolny los                         |
| Chikako Nakayama & Keiko Yoshitomi                |              | wolny los                         |
| Saralee Thungthongkam & Sathinee Chankrachangwong | 15:3, 15:4   | Denyse Julien & Anna Rice         |
| Ra Kyung-min & Lee Kyung-won                      |              | wolny los                         |
| Pernille Harder & Mette Schjoldager               | 15:2, 15:3   | Jane Crabtree & Kate Wilson-Smith |
| Lotte Bruil & Mia Audina                          |              | wolny los                         |
| Ella Tripp & Joanne Wright                        | 17:15, 17:15 | Petja Nedełczewa & Neli Boteva    |
| Cheng Wen-hsing & Chien Yu-chin                   | 15:0, 15:10  | Helen Nichol & Charmaine Reid     |
| Lee Hyo-jung & Hwang Yu-mi                        |              | wolny los                         |
| Gail Emms & Donna Kellogg                         | 15:4, 15:3   | Koon Wai Chee & Li Wing Mui       |
| Zhao Tingting & Wei Yili                          |              | wolny los                         |
| Nicole Grether & Juliane Schenk                   | 15:0, 15:0   | Michelle Edwards & Chantal Botts  |
| Ann-Lou Jørgensen & Rikke Olsen                   |              | wolny los                         |
| Chin Eei Hui & Wong Pei Tty                       | 15:7, 15:9   | Shizuka Yamamoto & Seiko Yamada   |
| Huang Sui & Gao Ling                              |              | wolny los                         |

### 1/8 finału
| Zawodnik 1                                        | Wynik              | Zawodnik 2                          |
| ------------------------------------------------- | ------------------ | ----------------------------------- |
| Zhang Jiewen & Yang Wei                           | 15:2, 6:15, 15:7   | Jo Novita & Lita Nurlita            |
| Saralee Thungthongkam & Sathinee Chankrachangwong | 15:4, 15:11        | Chikako Nakayama & Keiko Yoshitomi  |
| Ra Kyung-min & Lee Kyung-won                      | 15:8, 15:8         | Pernille Harder & Mette Schjoldager |
| Lotte Bruil & Mia Audina                          | 15:7, 15:7         | Ella Tripp & Joanne Wright          |
| Lee Hyo-jung & Hwang Yu-mi                        | 15:13, 8:15, 15:5  | Cheng Wen-hsing & Chien Yu-chin     |
| Zhao Tingting & Wei Yili                          | 13:15, 15:7, 15:5  | Gail Emms & Donna Kellogg           |
| Ann-Lou Jørgensen & Rikke Olsen                   | 15:12, 16:17, 15:5 | Nicole Grether & Juliane Schenk     |
| Huang Sui & Gao Ling                              | 15:12, 15:8        | Chin Eei Hui & Wong Pei Tty         |

### 1/4 finału
| Zawodnik 1                   | Wynik             | Zawodnik 2                                        |
| ---------------------------- | ----------------- | ------------------------------------------------- |
| Zhang Jiewen & Yang Wei      | 15:2, 15:4        | Saralee Thungthongkam & Sathinee Chankrachangwong |
| Ra Kyung-min & Lee Kyung-won | 15:5, 15:2        | Lotte Bruil & Mia Audina                          |
| Zhao Tingting & Wei Yili     | 8:15, 15:6, 15:13 | Lee Hyo-jung & Hwang Yu-mi                        |
| Huang Sui & Gao Ling         | 15:6, 15:7        | Ann-Lou Jørgensen & Rikke Olsen                   |

### 1/2 finału
| Zawodnik 1              | Wynik        | Zawodnik 2                   |
| ----------------------- | ------------ | ---------------------------- |
| Zhang Jiewen & Yang Wei | 15:6, 15:4   | Ra Kyung-min & Lee Kyung-won |
| Huang Sui & Gao Ling    | 15:10, 17:15 | Zhao Tingting & Wei Yili     |

### o 3. miejsce
| Zawodnik 1                   | Wynik             | Zawodnik 2               |
| ---------------------------- | ----------------- | ------------------------ |
| Ra Kyung-min & Lee Kyung-won | 10:15, 15:9, 15:7 | Zhao Tingting & Wei Yili |

### Finał
| Zawodnik 1              | Wynik      | Zawodnik 2           |
| ----------------------- | ---------- | -------------------- |
| Zhang Jiewen & Yang Wei | 15:8, 15:7 | Huang Sui & Gao Ling |